# Ełka Njagołowa
Ełka Njagołowa, bułg. Елка Няголова (ur. 5 lipca 1952 r. w Dobriczu) – zamieszkała w Warnie bułgarska poetka, dziennikarka, redaktorka i wydawczyni książek. 
Ukończyła studia na Wydziale Filologii Bułgarskiej Uniwersytetu im. Klementa Ochrydzkiego w Sofii. Wiele lat pracowała jako dziennikarka i redaktorka w centralnej prasie bułgarskiej. Obecnie jest dyrektorką Międzynarodowego Stowarzyszenia Pisarzy i Publicystów odpowiadając za kraje bałkańskie. Założyła Słowiańską Akademię Literacką i Artystyczną w Warnie i została jej prezeską. Jest redaktorką naczelną pisma literacko-artystycznego Znaci (Znaki). Wiersze Ełki Njagołowej są tłumaczone na rosyjski, ukraiński, angielski, niemiecki, francuski, serbski, polski, rumuński, grecki.
Jest laureatką 11 znaczących krajowych nagród literackich, takich, lak np. „Złoty Pegaz” w konkursie „Wiosna Południa” (za debiut książkowy) w 1985, Nagroda im. Christo Botewa wydawnictwa „Christo Botew” za rok 2005, Wielka nagroda „Źródło Białonóżki”, przyznawanej za całokształt twórczości. Otrzymała również nagrodę literacką im. L. N. Tołstoja Międzynarodowego Stowarzyszenia Pisarzy i Publicystów. Jest pierwszą laureatką ogólnokrajowej nagrody literackiej im. Dory Gabe, za całokształt twórczości. Zdobyła również polską nagrodę literacką „Biały anioł poezji”. 
Jest damą orderów rosyjskich: im. Michaiła Łomonosowa, im. Gr. Dierżawina, im. Grybojedowa, oraz Złotej Odznaki Związku Literatów Rosji, wręczonych jej za wkład we wzmocnieniu dwustronnych kontaktów kulturalnych między dwoma narodami.
Jej mężem jest malarz Waleri Posztarow.

## Dzieła
- 1983 - Prozorcy (Okna) – w języku ukraińskim, wyd. "Mołod„, Kijów,
- 1984 - Ne sym Pepeliaszka (Nie jestem Kopciuszkiem), wyd. „Nar. Mładeż”
- 1987 - Nulewa grupa (Grupa zerowa), wyd. „Nar. Mładeż”
- 1990 - Prawopis na nadeżdata (Ortografia nadziei), „Wydawnictwo Wojskowe”
- 1992 - Dełfini na suszata (Delfiny na lądzie), Dobricz
- 1994 - Peti sezon (Piąty sezon), wyd. „Christo Botew”
- 1995 - Risunki ot edin grad (Rysunki z pewnego miasta) – w języku francuskim, wyd. „Changement”
- 1997 - Zemen gejm (Ziemski gem), wyd. „Iwan Wazow”
- 2000 - Trebnik, ili Pisma ot Bełonogata (Brewiarz, czyli Listy od Białonóżki), wyd. „Byłgarski Pisateł”
- 2002 - Belijat włak (Biały pociąg), wyd. „Zachari Stojanow”
- 2005 - Nije (My), wyd. „Byłgarski Pisateł”
- 2006 - Kesten na dłanta (Kasztan na dłoni) – w j. rosyjskim, wyd. „Woskriesenje”, Moskwa
- 2007 - Nije (My) – w języku macedońskim, wyd. „Makawej”, Macedonia
- 2008 - Masa za trima (Stół dla trojga) – w języku serbskim, wyd. „Arka”, Skopje
- 2009 - Beli pejzażi (Białe pejzaże) – w języku polskim, wyd. „Ibis”, Warszawa